# Jastarnia
Jastarnia (kaszb. Jastarniô, niem. Putziger Heisternest) – miasto w województwie pomorskim, w powiecie puckim, w gminie Jastarnia, na Mierzei Helskiej. W latach 1975–1998 miejscowość administracyjnie należała do województwa gdańskiego.
Kurort nadmorski z pięcioma letnimi kąpieliskami morskimi, portem morskim i trzema przystaniami morskimi.
Według danych z 31 grudnia 2016 r. obecny obszar miasta (wtedy w gminie miejskiej Jastarnia) miał 2734 mieszkańców.
1 stycznia 2017 r. Jastarnia zmieniła charakter z gminy miejskiej na miejsko-wiejską przez wydzielenie osobnych miejscowości Juraty i Kuźnicy z Syberią.

## Położenie
Wieś królewska Jastarnia w II połowie XVI w. była położona w starostwie puckim w powiecie puckim województwa pomorskiego.
Pod względem historycznym Jastarnia leży na Pomorzu Gdańskim. Etnograficznie stanowi także część Kaszub.
Według regionalizacji fizycznogeograficznej Polski miasto położone jest na Pobrzeżu Gdańskim.
Według danych z 1 stycznia 2017 r. powierzchnia miasta wynosiła 4,31 km², co stanowi 55,3% powierzchni gminy Jastarnia.

## Toponimia
Nazwa Jastarnia pochodzi od słowa Jaster, oznaczającego „jasny”, „błyszczący”. Prawdopodobnie dawna osada rybacka położona była na piaszczystym wzgórzu, kolorystycznie wyróżniającym się od otoczenia, którym były lasy i morska woda, stąd nazwano ją miejscem „jasnym”.
Topograficzna nazwa miejsca powstała poprzez dodanie formantu „-nia”, charakterystycznego dla rzeczowników oznaczających miejsce. Zatem Jastarnia to ’miejsce jasne, jaskrawe, błyszczące’.
Wyraz jaster, z jakiego pochodzi nazwa miasta, kojarzony jest także z nazwą święta Wielkanoc, ponieważ to wiosenne święto występuje wtedy, gdy po zimie robi się jasno. Również w języku kaszubskim słowo Jastra oznacza Wielkanoc.
Dawniej funkcjonowały nazwy kaszubskie Pùckô Jastarniô, Sroczé Gniôzdo oraz niemiecka Heisternest. Polskimi nazwami miejscowości były Jasturnia Pucka, Zesterna, Niastarnia.

## Historia
Najstarsze ślady zamieszkania przez człowieka na terytorium Jastarni pochodzą z I w. p.n.e. Jastarnia (Osternäs) pojawia się w źródłach po raz pierwszy w 1378 r. przy okazji wystawienia przez Krzyżaków przywileju dla pobliskiego Helu.
W 1755 r. Urszula Przebendowska ufundowała kaplicę i szkółkę. W 1836 r. został zbudowany drewniany kościół. Obecny neobarokowy kościół stanowi sztandarowy zabytek Jastarni. Powstał w latach 30. XX w. z inicjatywy ówczesnego proboszcza ks. Pawła Stefańskiego.
Na koniec 1892 r. Jastarnię zamieszkiwało 387 osób, 376 Kaszubów katolików i 11 Niemców (9 katolików i 2 ewangelików).
W roku 1913 we wsi było 521 mieszkańców. Były też 2 karczmy, których właścicielami byli Kohnke i Paul Selin. Ten ostatni był też piekarzem. Zarejestrowaną wędzarnię ryb prowadził Julian Kohnke.
Do XX w. była wioską zamieszkaną w przeważającej mierze przez rybaków. W 1921 r. Jastarnia, obok Helu, wyróżniała się największą liczbą ludności trudniącej się rybołówstwem. Obie miejscowości liczyły po 180 rybaków. W okresie międzywojennej w Jastarni znajdowała się Stacja Opieki nad Matką i Dzieckiem. W 1934 r. wszczęto starania o elektryfikację. W kwietniu 1936 r. podpisano umowę z Wielkopolską Spółką Elektryfikacyjną na przeprowadzenie linii wysokiego napięcia. Ostatecznie wójt Jastarni, Marian Stelmaszczyk podjął inne rozwiązanie. W 1938 r. Jastarnia otrzymała prąd od wojska z Helu.
Obecna miejscowość ukształtowała się z dwóch wiosek – Boru (Jastarni Gdańskiej, Danziger Heisternest), który był pod zarządem Wolnego Miasta Gdańska i Jastarni (Jastarni Puckiej, Putziger Heisternest) będącej w zarządzie Starostwa Puckiego. Gwałtowny rozwój osady wiązał się z okresem międzywojennym – wtedy powstał tu port rybacki, a wraz z nim przystań żeglugi pasażerskiej. doprowadzono też linię kolejową. 1 stycznia 1973 r. osiedle Jastarnia uzyskało prawa miejskie. Obecnie jest przede wszystkim miejscowością turystyczną.
W latach 1974–2005 Jastarnia była uznana przez rząd za miejscowość posiadającą warunki do prowadzenia lecznictwa uzdrowiskowego, dzięki czemu mogły być prowadzone tu zakłady lecznictwa.

## Transport wodny
W głównej części Jastarni znajduje się port morski Jastarnia nad Zatoką Pucką oraz 3 przystanie morskie dla rybaków:
- „Jastarnia I” – pas plaży nad Morzem Bałtyckim w pobliżu ul. Zdrojowej
- „Jastarnia II” – pas plaży nad Zatoką Pucką w pobliżu ul. A. Mickiewicza i muzeum rybackiego
- „Jastarnia III” – pas plaży nad Zatoką Pucką w pobliżu ul. Polnej i ul. Abrahama

## Zabytki
- Kościół Nawiedzenia NMP, ul. Stefańskiego 32,
- Port rybacki, ul. Portowa,
- Cmentarzowa Góra, ul. Mickiewicza, obok  Muzeum Rybackiego Pod Strzechą,
- Muzeum Pod Strzechą, ul. Mickiewicza 31,
- Kapliczka świętej Rozalii z 1883 r., pl. św. Rozalii[26]
- Kasztanowiec biały, ul. Południowa,
- Skansen Fortyfikacji z 1939 r.,
- Ośrodek Oporu Jastarnia – pozycja obronna stanowiąca fragment Rejonu Umocnionego Hel, składająca się z czterech schronów bojowych:

"Sokół", ul. Mickiewicza 139, na terenie "Sun4Hel Maszoperia",
 "Saragossa", "Sęp" ,"Sabała", ul. Mickiewicza na wysokości wejścia na plażę nr 39,
- Ruiny niemieckich instalacji przeciwlotniczych.
- Zabytkowa chata rybacka z 1881 r., zbudowana z wykorzystaniem wyrzuconych przez morze części statków i okrętów, ul. Rynkowa 10,
- Zbiory rybackie w bosmanacie portu, ul. Portowa 26,
- Dom wczasowy "Maria", dawniej „Hotel Europejski”, budynek z 1930 r. w stylu modernistycznym, ul. Portowa 3,
- Dom modernistyczny z 1936 r., ul. Ogrodowa 16,
- Dom modernistyczny z lat 20/30 XX w., ul. Ogrodowa 44,
- Pensjonat „Gwiazda Morza” z 1936 r., ul. Rybacka 12,
- Ośrodek Szkolenia Morskiego "Czarna Perła", budynek w stylu modernistycznym z 1930 r., ul. Rybacka 33.
- Dom modernistyczny z lat 30. XX w. ul. Szychty 107,
- Dom modernistyczny z 1926 r. ul. Szychty 111,
- Skoki spadochronowe nad Helem[27],.
- Wieża obserwacyjna ośrodka badawczego torped Luftwaffe Torpedowaffenplatz Gotenhafen-Hexengrund, znajdująca się na wodach Zatoki Puckiej[28].
- Kino „Żeglarz”, ul. Portowa 10

Przed rokiem 1939:

pensjonat „Janina”, gdzie obecna sala kinowa była stołówką,

Lata 1939-1945

 niemieckie kino propagandowe,

Lata 70

Dokonano remontu. Do dziś zachował się piec kaflowy i napis: „Godziny, lata płyną, lecz cóż, wiecznie jest młode kino”, 

- Molo nad zatoką Pucką, przedłużenie ulicy Stelmaszczyka,
- Latarnia morska,  ul. Kościuszki 2A (możliwość zwiedzania latarni tylko z zewnątrz)

Wybrane zabytki miasta
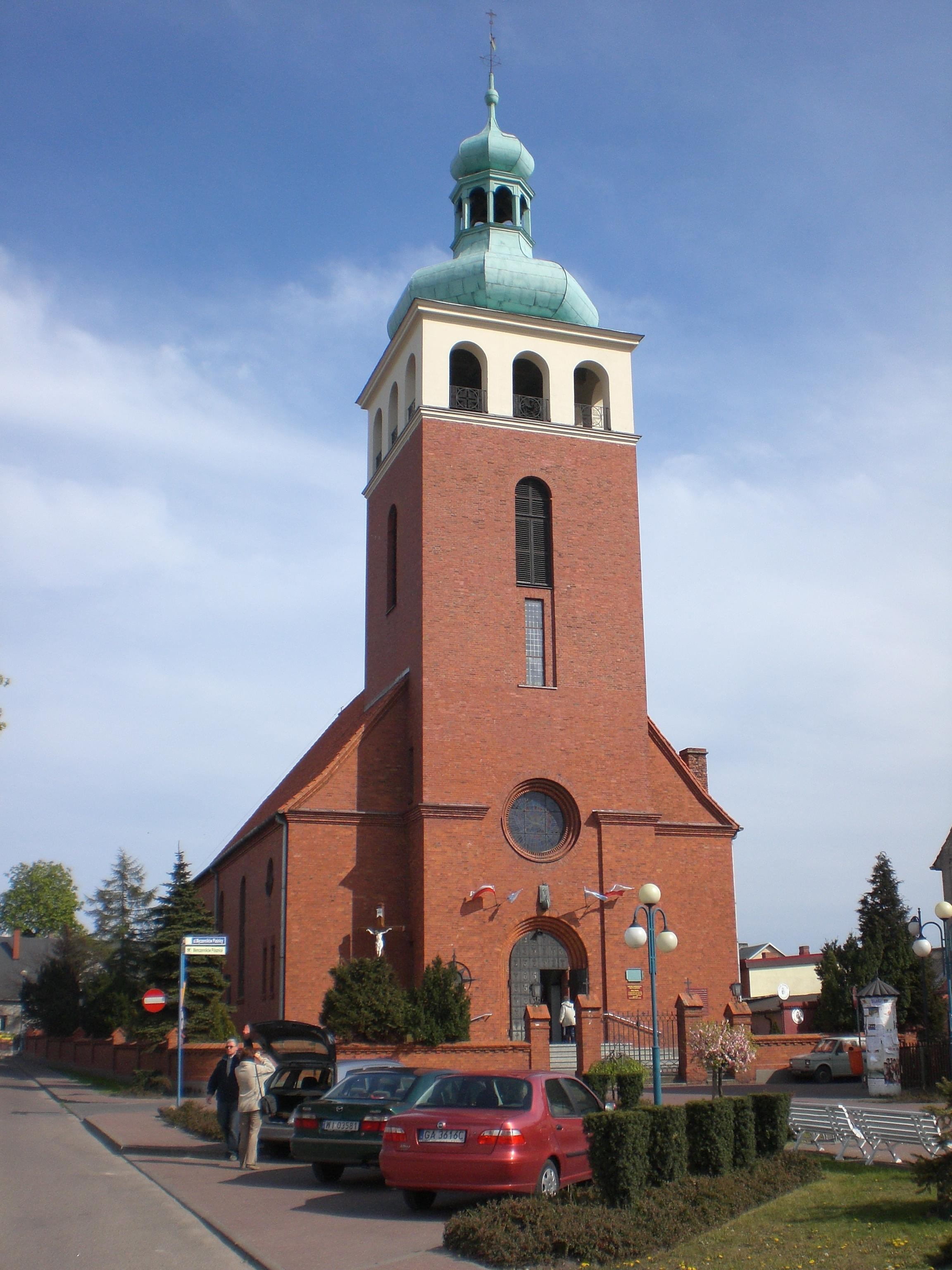
Kościół Nawiedzenia Najświętszej Maryi Panny
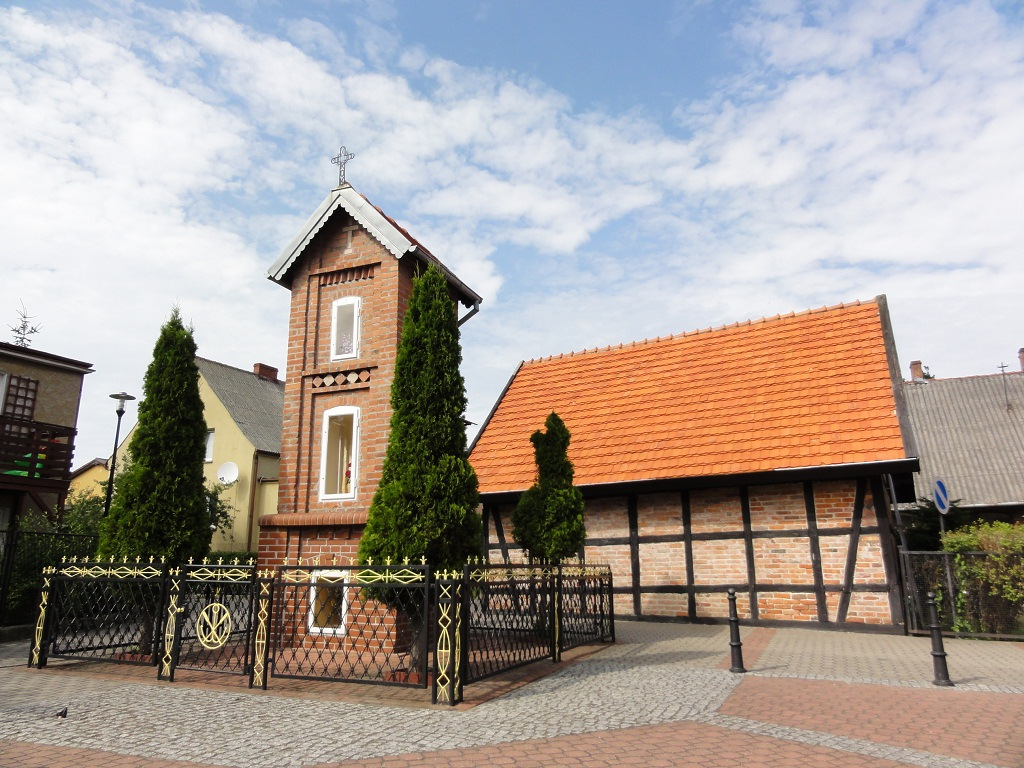
Kapliczka św. Rozalii
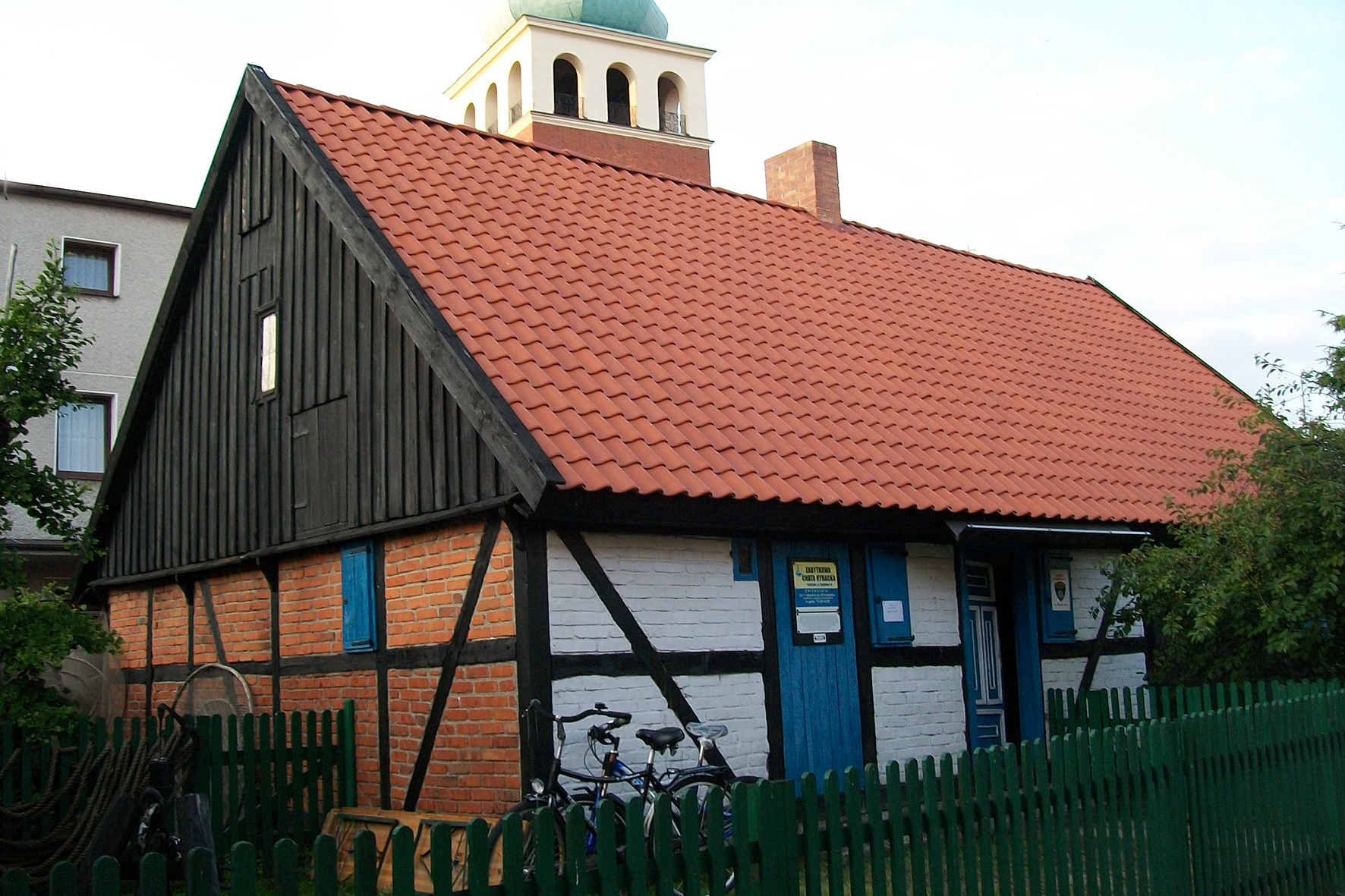
Chata rybacka z 1881 roku przy ul. Rynkowej 10 (obecnie Muzeum Rybackie Pod Strzechą)
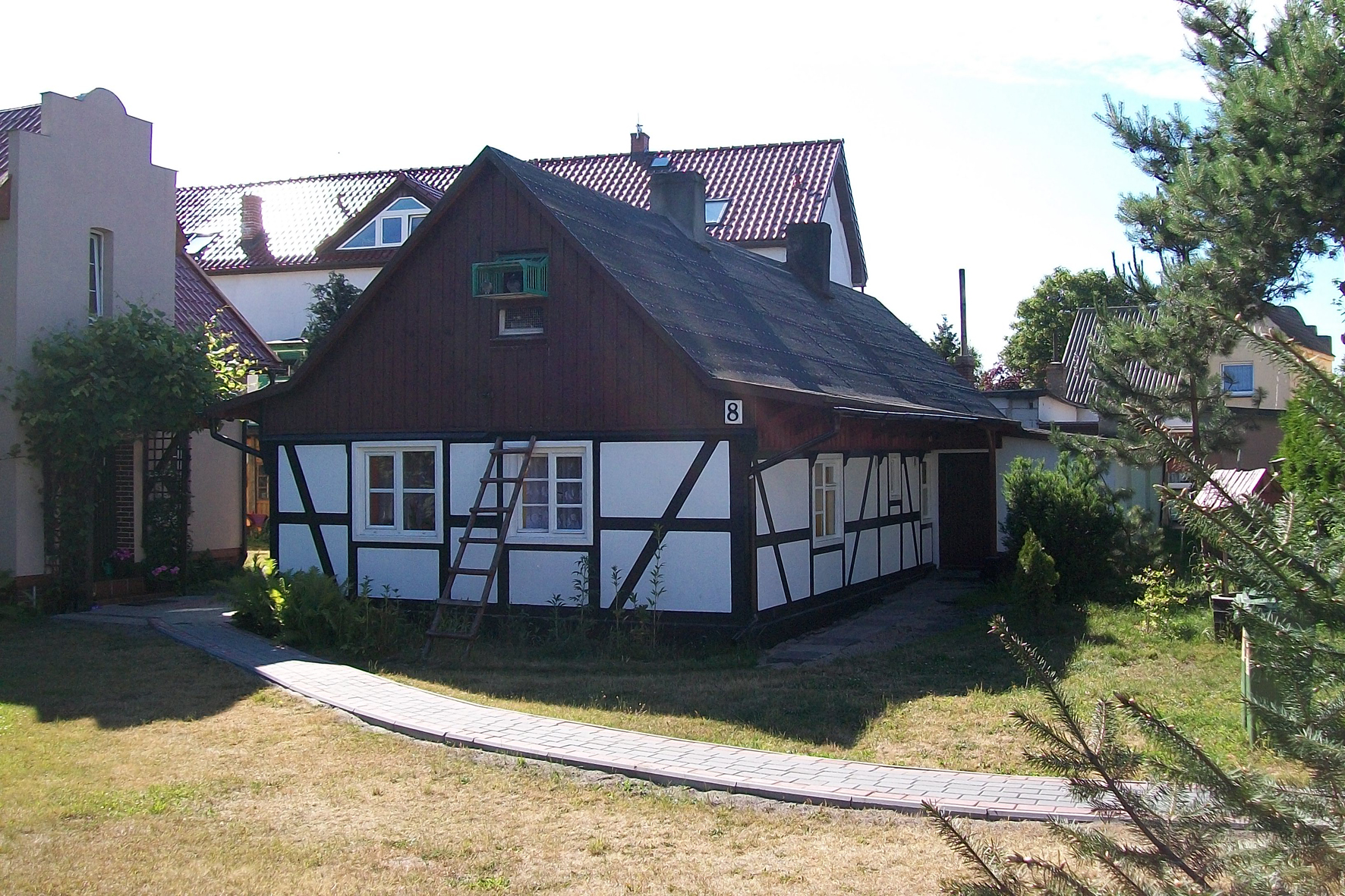
Dom rybacki przy ul. Szkolnej 8
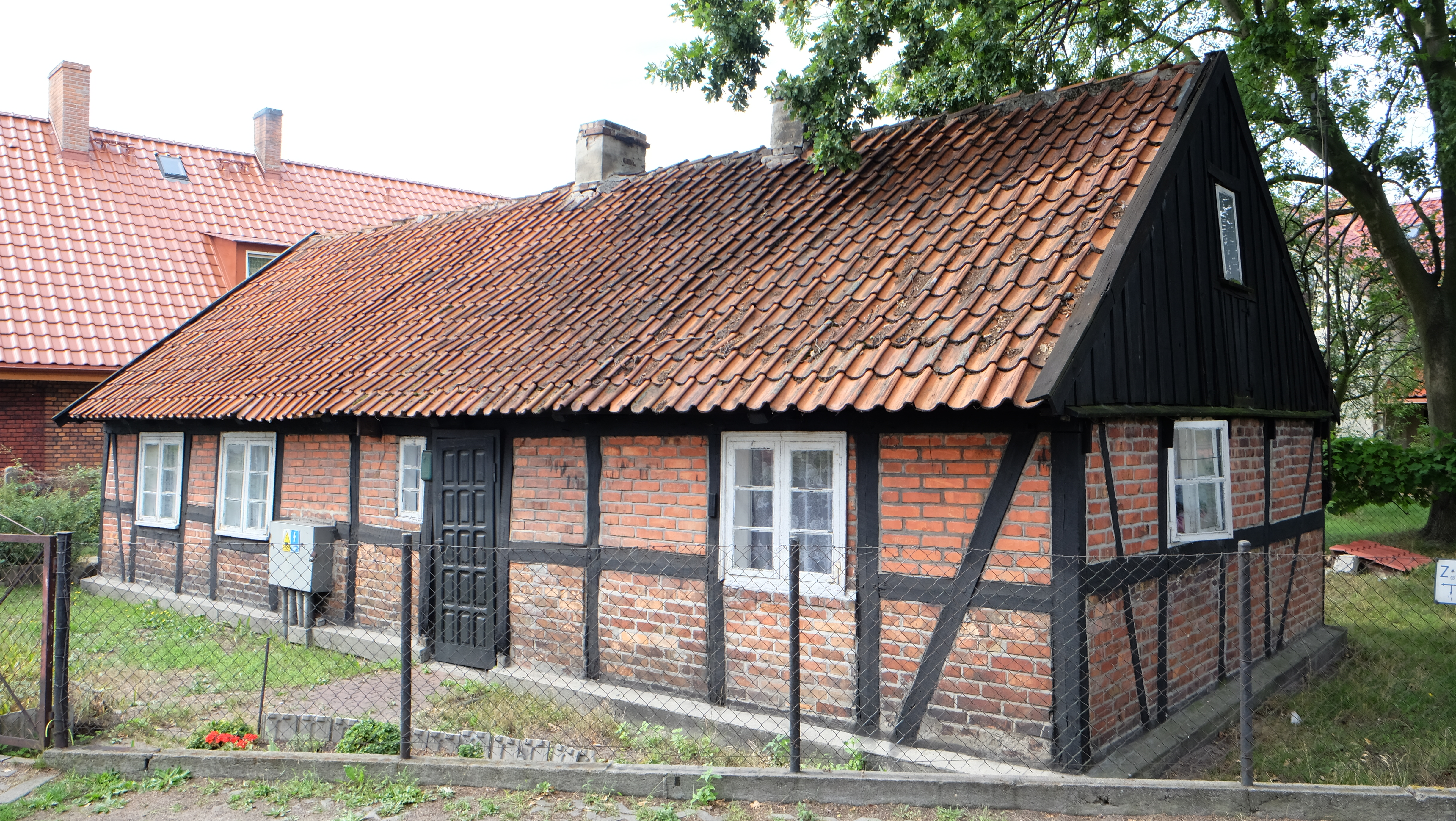
Dom rybacki przy ul. Szkolnej 10
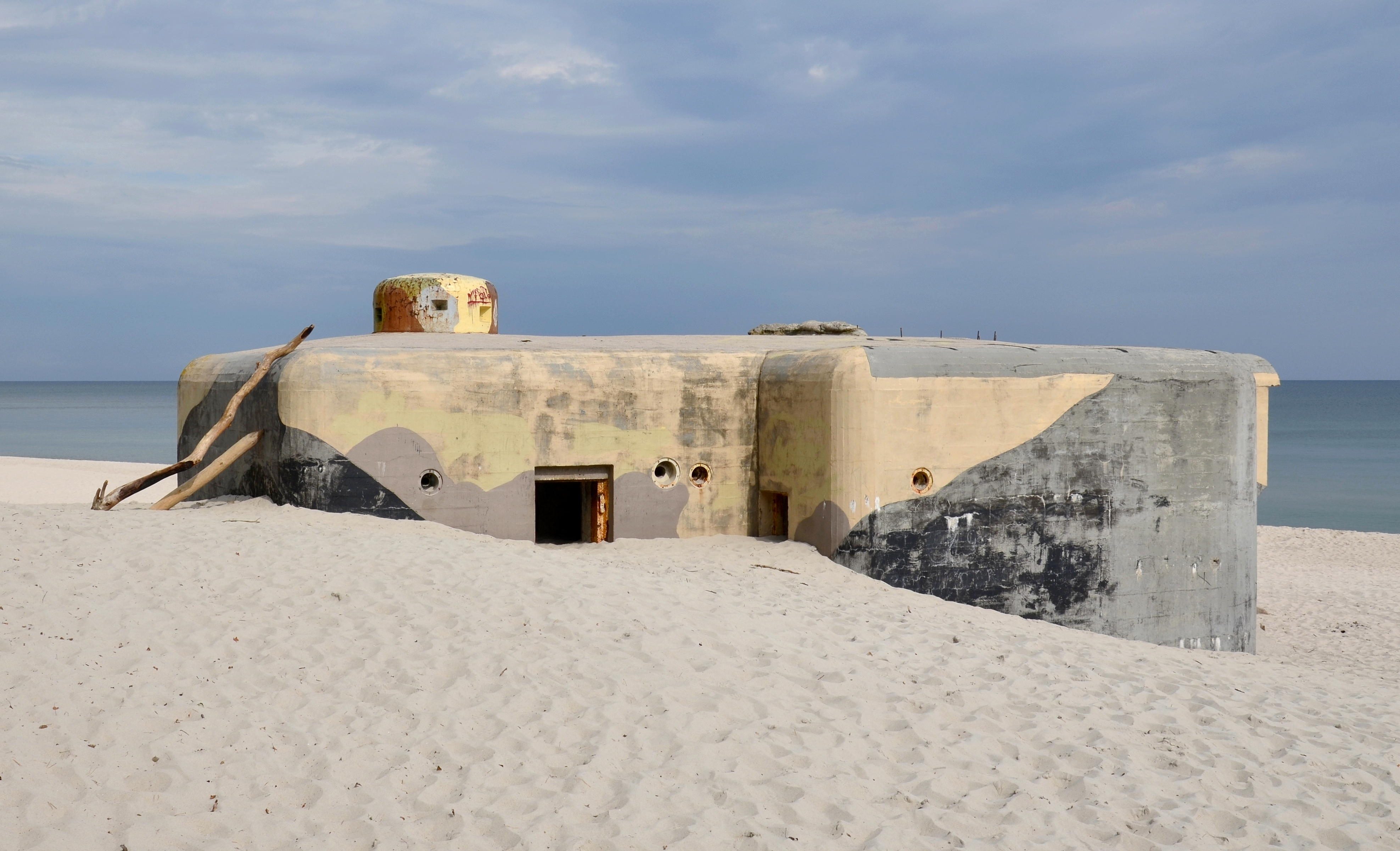
Schron Sęp
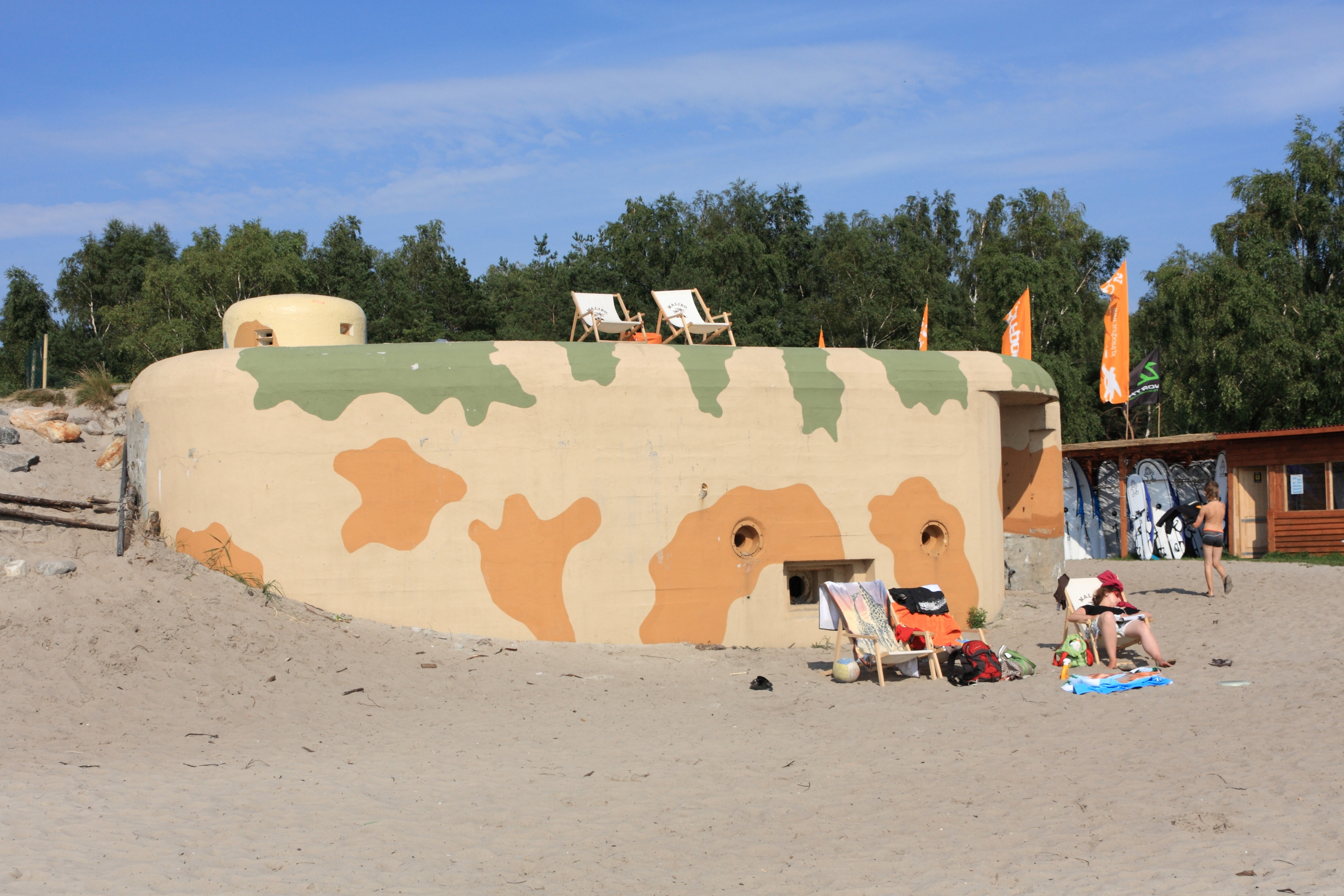
Schron Sokół
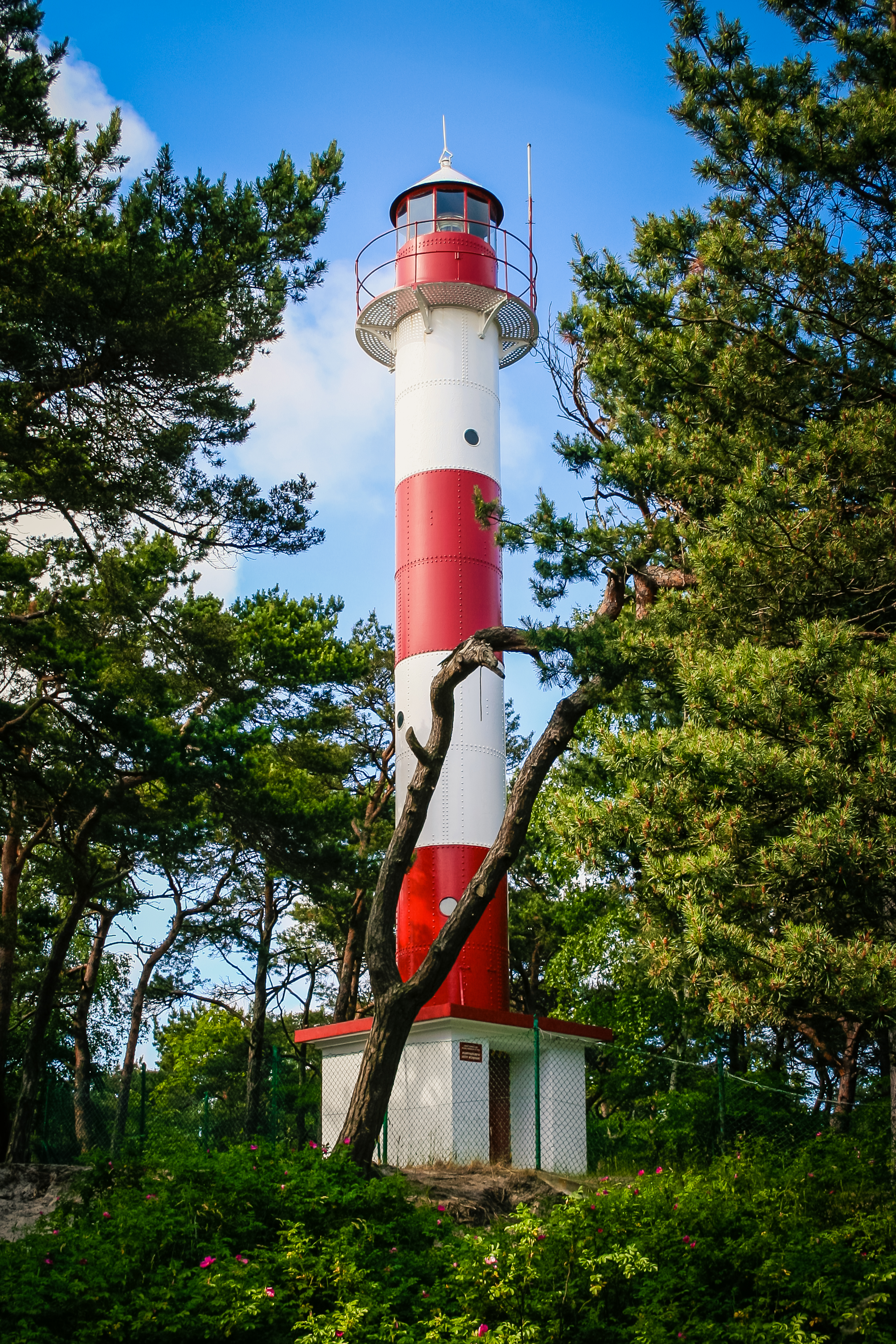
Latarnia morska
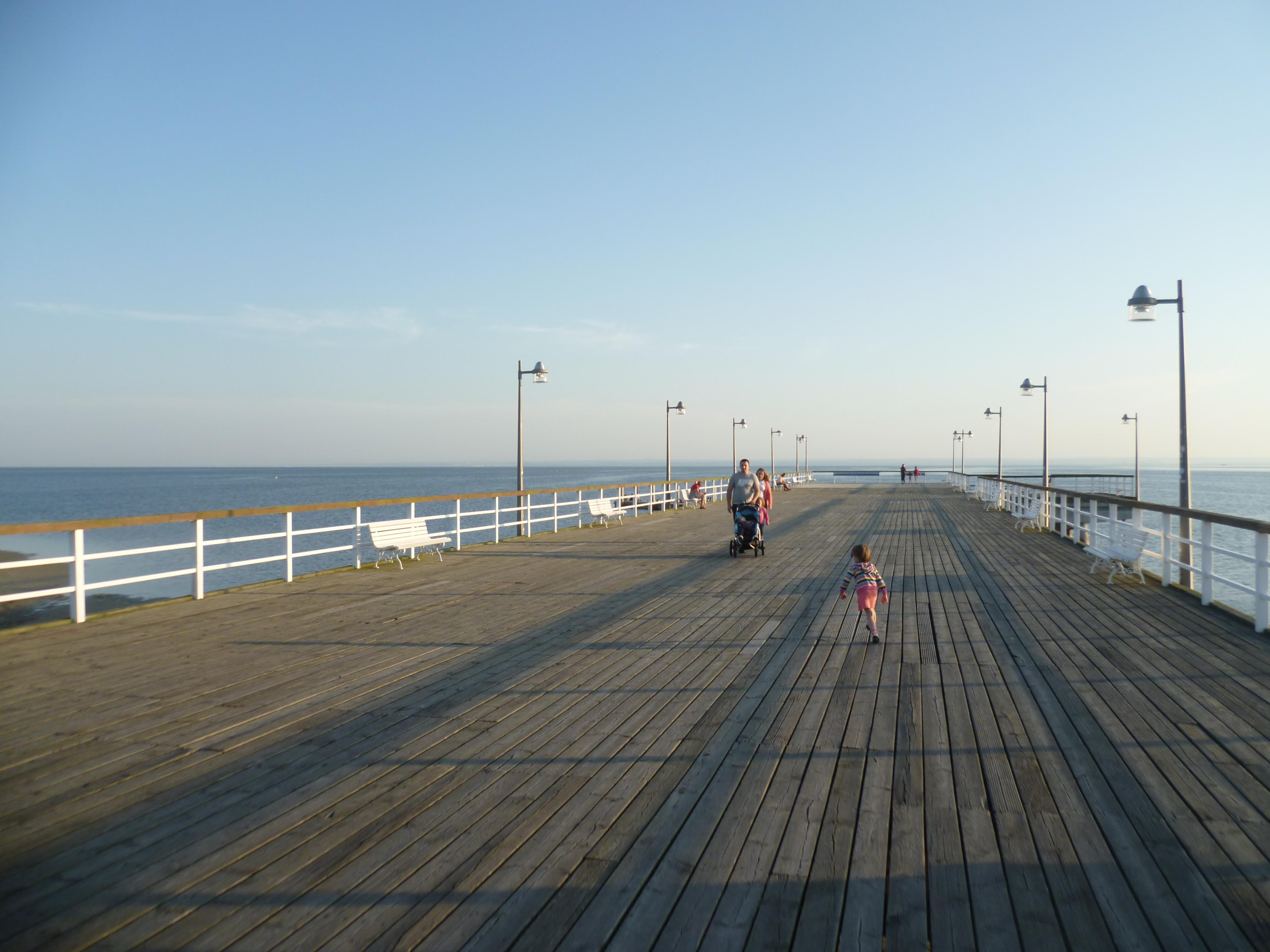
Molo
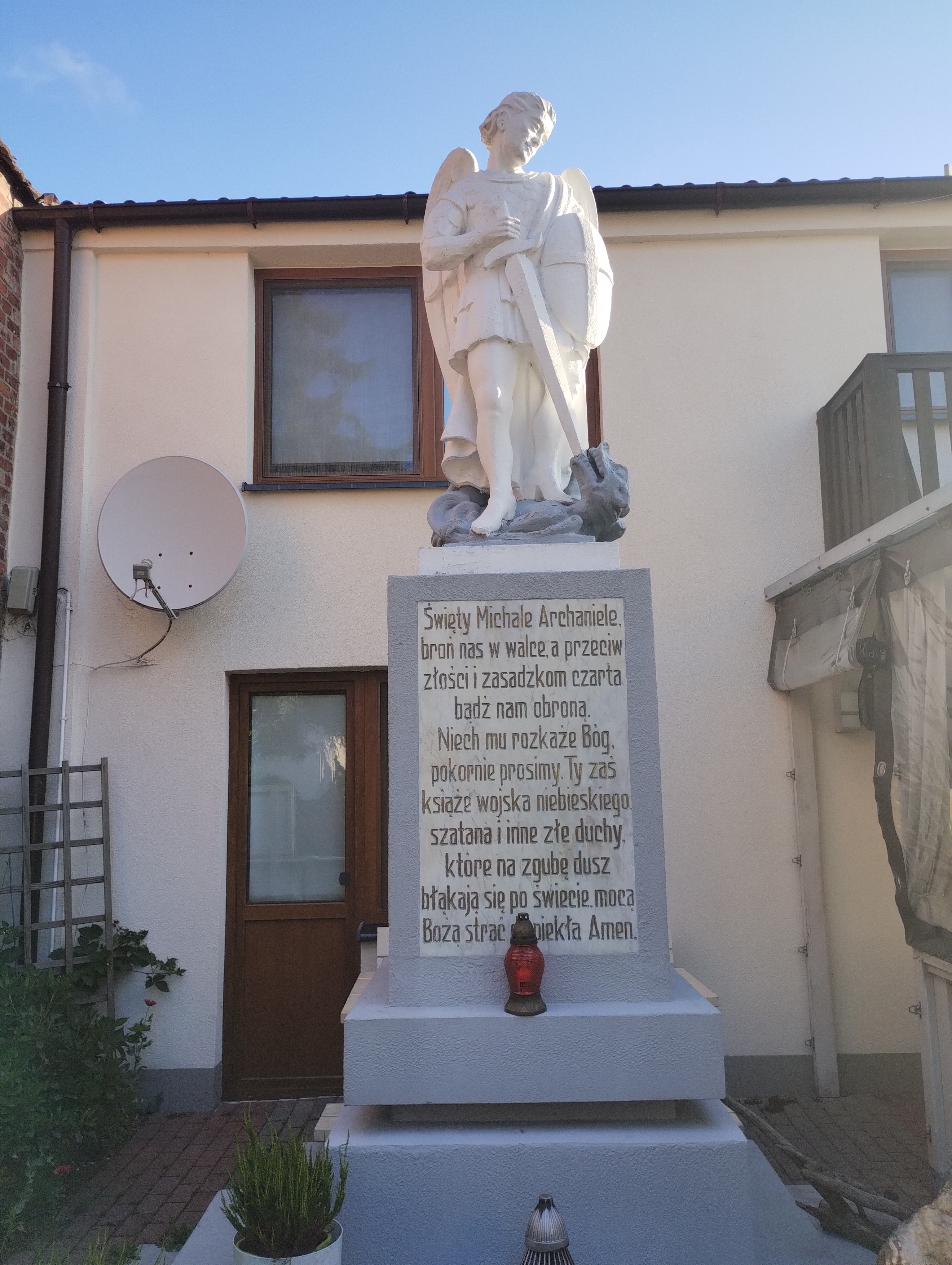
Figura Michała Archanioła
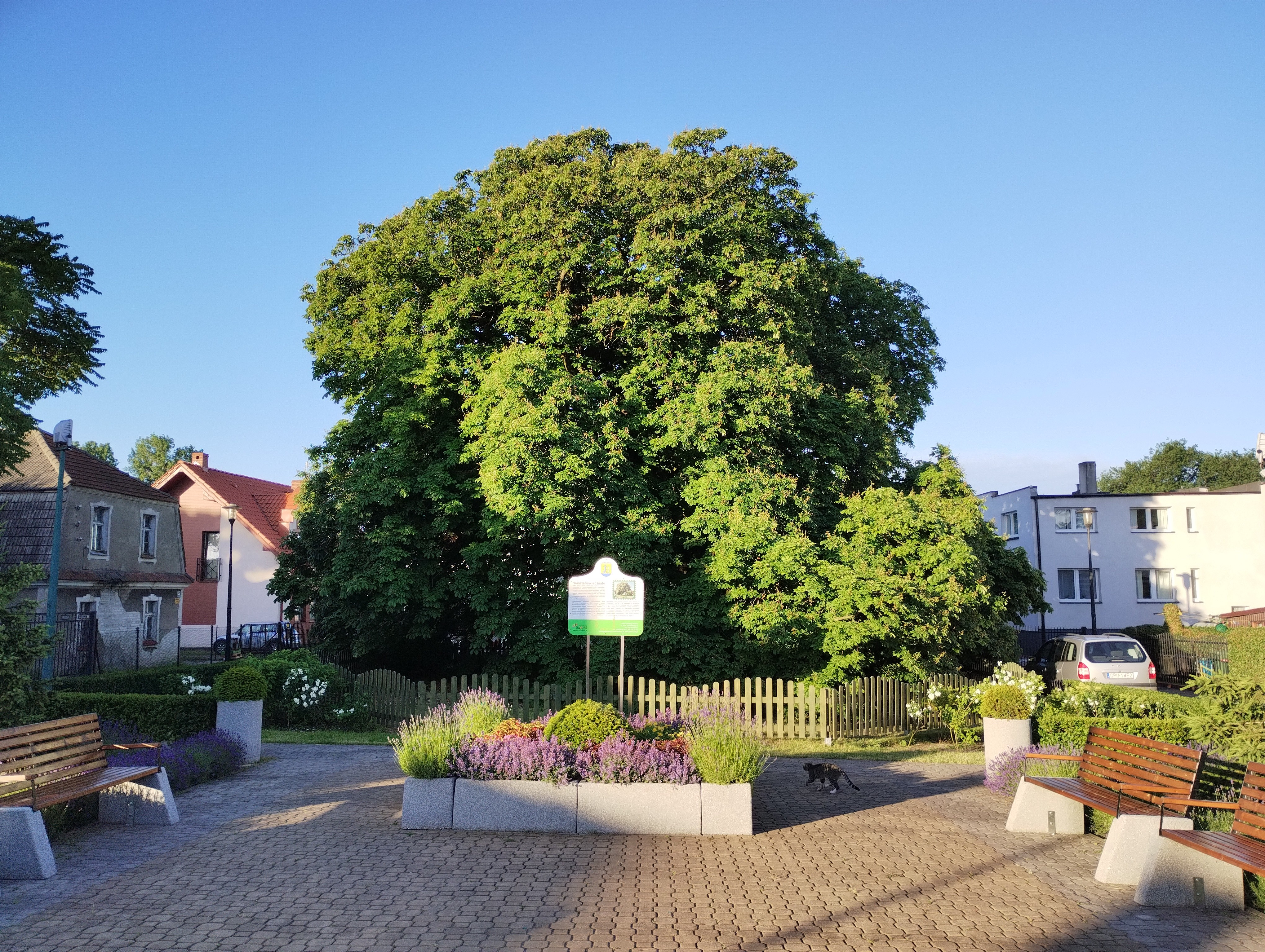
Kasztanowiec biały

## Atrakcje turystyczne
- Ścieżka przyrodniczo-dydaktyczna „Torfowe Kłyle (Kùle)”
- Pomnik przyrody – Kasztanowiec zwyczajny
- Lądowisko
- Czterogwiazdkowy hotel spa „Dom Zdrojowy”
- Krzyż w miejscu dawnej granicy polsko-pruskiej, ul. Sychty 112
- Krzyż przydrożny, ul. Sychty 60,
- Krzyż przydrożny, ul. Mickiewicza 2,
- Krzyż przydrożny, ul. Mickiewicza, za apartamentem "Posejdon",
- Figura Michała Archanioła, ul. Ogrodowa 22,
- Papieska figura Św. Piotra, ul. Bałtycka,
- Maszt z flagą Rzeczpospolitej Polskiej w ramach projektu "Pod biało-czerwoną", ul. Bałtycka,
- Tablica upamiętniająca Alojzego Konkela, ul. Krótka (budynek restauracji Gryfon)
- Tablica upamiętniająca ofiary katastrofy smoleńskiej, ul. Bałtycka 25,
- Tablica upamiętniająca Jerzego Bandrowskiego, ul. Bałtycka 28
- Tablica upamiętniająca Mariana Sellina, ul. Ogrodowa 50
- Tablica pamiątkowa poświęcona zespołowi "Daktyl", ul. Sychty 49
- Kamień pamięci zaginionych na morzu, ul. Bałtycka 25,
- Budynek Urzędu Miasta, ul. Portowa 24,
- Łódź rybacka, ul. Bałtycka 19,

### Infrastruktura turystyczna
Na terenie miasta zorganizowanych jest 6 letnich kąpielisk morskich:
- kąpielisko Kuźnica „Kościół” – z wejściem na plażę nr 33 od ul. Helskiej, obejmujące 100 m linii brzegowej;
- kąpielisko Jurata „Międzymorze” – z wejściem na plaże nr 60 od ul. Międzymorze, obejmujące 100 m linii brzegowej;
- kąpielisko Jastarnia „Ogrodowa” – z wejściem na plażę nr 44 od ul. Ogrodowej, obejmujące 100 m linii brzegowej;
- kąpielisko Jastarnia „Leśna” – z wejściem na plażę nr 52 od ul. Leśnej, obejmujące 100 m linii brzegowej;
- kąpielisko Jastarnia „Nadmorska-Plażowa” – z wejściem na plażę nr 47-48 od ul. Nadmorskiej i Plażowej, obejmujące 100 m linii brzegowej;
- kąpielisko Jastarnia „Zdrojowa” – z wejścia na plażę nr 49 od ul. Sychty oraz nr 50 od ul. Zdrojowej, obejmujące 200 m linii brzegowej.

W 2013 r. sezon kąpielowy wyznaczono na okres od 1 lipca do 31 sierpnia.

## Pieniądz lokalny
Od 2006 r. na terenie gminy Jastarnia w okresie letnim prowadzona jest akcja „Pieniądz Lokalny”. Ma ona na celu promocję gminy. Podczas trwania akcji turyści mogą zakupić żeton „3 merki”. Jest on równowartością 3 złotych polskich. Merki można wymieniać w określonych miejscach na towary lub usługi na terenie gminy. Organizatorem akcji jest gmina Jastarnia działająca poprzez Miejski Ośrodek Kultury, Sportu i Rekreacji w Jastarni. Producentem żetonów jest Mennica Polska S.A.
Dotychczas wydane zostały monety:
- Rok 2006 – 75 lat Juraty
- Rok 2007 – Kuźnica
- Rok 2008 – 35. rocznica nadania praw miejskich Jastarni
- Rok 2009 – Jubileusz Sportu
- Rok 2011 – 80 lat Juraty

## Sport
W mieście działa klub pływacki Delfin Moksir Jastarnia, sekcja siłowa Moksir Jastarnia oraz UKS piłki siatkowej.

## Jastarnia w kulturze
Jastarnia osławiona została w piosence wykonywanej przez Rudiego Schubertha pt. „Co roku w Jastarni”. Jastarnia jest również głównym miejscem akcji powieści Artura Gruszeckiego pt. Tam, gdzie się Wisła kończy.